# Olov Lönnqvist
Olov Lönnqvist, född 4 april 1920 i Umeå, död 28 oktober 2007 i Vrinnevi församling, var en svensk meteorolog.
Efter studentexamen i Södertälje 1938 blev Lönnqvist filosofie kandidat vid Uppsala universitet 1944, filosofie licentiat 1951 och filosofie doktor 1955 på avhandlingen On the estimation of long-wave effective radiation. Han anställdes vid SMHI 1944, blev förste statsmeteorolog 1952, byrådirektör 1959 och var byråchef där 1960–1985. Han var son till Conrad Lönnqvist.
Lönnqvist var ledamot av Meteorologiska världsorganisationens (WMO) kommission för synoptisk meteorologi, meteorologisk expert vid Internationella civila luftfartsorganisationens (ICAO) sekretariat i Paris 1955–1957 och president för WMO:s tekniska kommission för bassystem (CBS) 1972–1978. Han författade skrifter inom meteorologi om bland annat nattlig utstrålning, temperatur, automatiserade väderprognoser, samt inom statistik, särskilt regressionsanalys.
Lönnqvist utgav även Sörmlands karta genom fem sekler (1973), utförde historiskt modellbygge med beskrivningar, bland annat Norrköping på 1700-talet (1983), Södertälje 1886 (1986), Söderköping omkring 1700 (1986), Norrmalm 1690 (1990), Vadstena 1560 (1990), På besök i vasatidens Vadstena (1991) samt postumt Ett biografiskt lexikon från mitten av 1700-talet (2008).
Olov Lönnqvist är gravsatt i Krematorielunden i Norrköping.